# 蘇伊圖坎查區
蘇伊圖坎查區（西班牙語：Distrito de Suitucancha），是秘魯的一個區，位於該國中部胡寧大區的堯利省，始建於1962年1月13日，面積216.47平方公里，海拔高度4,255米，2005年人口937，人口密度每平方公里4.3人。